# Râul Hiclișag
Râul Hiclișag este un curs de apă, afluent al râului Nera. 